# Marcel Dallemagne

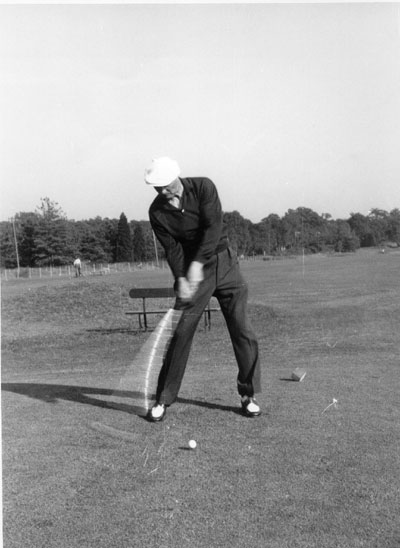
Golf de Saint Germain, 1936

Marcel Dallemagne was een Franse golfprofessional.
Dallemagne speelde voor de oorlog door heel Europa en was de enige speler die het Franse Open driemaal achter elkaar gewonnen heeft. Hij kwam tevens uit op de PGA in Amerika waar hij van 1930 tot en met 1938 in de top eindigde.

## Overwinningen
- 1927: Belgisch Open
- 1931: Zwitsers Open
- 1933: Dutch Open
- 1936: Frans Open
- 1937: Italiaans Open, Frans Open, Zwitsers Open, Belgisch Open
- 1938: Frans Open
- 1949: Zwitsers Open